# Île Catherine (Alaska)
Pour l’article homonyme, voir Catherine.
L'île Catherine est une île de l'archipel Alexandre, dans l'Alaska du Sud-Est aux États-Unis. Elle est située à l'angle nord-est de l'île Baranof. Son nom lui a été donné en 1935 en l'honneur de Catherine Ire de Russie.